# 豊中市立南桜塚小学校
豊中市立南桜塚小学校（とよなかしりつ みなみさくらづかしょうがっこう）は、大阪府豊中市南桜塚二丁目にある公立小学校。最寄り駅は阪急電鉄宝塚線岡町駅。

## 沿革
- 1952年4月 - 開校。
- 1955年7月 - 体育館兼講堂竣工。
- 1958年6月 - プール竣工。
- 1984年12月 - 体育館竣工。
- 1998年12月 - エレベーター設置。

## 通学区域
曽根東町1丁目、中桜塚1（11-24番）・2（21-25番・30-31番）・3（7-15番）・4（7-15番）・5（15-24番）丁目、南桜塚1-3・4（1番-8番）丁目

## 著名な出身者
- 宮崎美子（女優）：一時在籍